# Сонин, Константин Алексеевич
Сонин Константин Алексеевич (17.09.1887 г. Ярославль — 8.08.1938 г.) — офицер русской и советской армии, участник Первой мировой и Гражданской войны (на стороне Красной армии), штабс-капитан царской армии, комбриг РККА, кавалер орденов «Св. Анны» 4,3,2 степени, зам. начальника штаба Уральского военного округа, кавалер ордена «Трудового Красного Знамени» Узбекской ССР.

## Биография
Родился 17 сентября 1887 года в многодетной семье отставного солдата в Ярославле. Учёбу в Ярославской классической гимназии, как впоследствии и в институте. оплачивали старшие братья — военные врачи. Участвовал в революционных событиях 1905 года. был арестован и вышел на свободу в результате амнистии 1905 года. В 1906 году окончил с золотой медалью гимназию и в тот же год поступил на кораблестроительное отделение Петербургского политехнического института. В 1909 году перевелся на экономическое отделение.
В 1913 году ушел вольноопределяющимся в армию. Участник Первой Мировой войны. был дважды ранен, после лечения возвращался в строй. За отличие в службе произведен в прапорщики 14.11.1914 года. Назначен начальником связи 181-го Остроленского пехотного полка. с мая 1916 года — штабс-капитан. С ноября 1917 по март 1918 года обер-офицер по оперчасти Чешского корпуса.
Награждён тремя орденами «Св. Анны» 4-й, 3-й, 2-й степеней.
В ноябре 1918 года арестован ВЧК по подозрению в участии в белогвардейском мятеже в Ярославле. через пять дней освобожден. Мобилизован в Красную Армию осенью 1918 года. Воевал на Восточном фронте — помощник начальника оперативного отдела штаба фронта, начальник штаба 3-й Туркестанской стрелковой дивизией, После окончания Гражданской войны К. А. Сонин служил на ответственных штабных должностях в РККА. Заместитель командующего Ферганской группой войск. Участник борьбы с басмачами в Средней Азии, начальник штаба Бухарской группы войск Туркестанского фронта, начальник оперативного отдела штаба Туркестанского фронта. Награждён орденом «Трудового Красного Знамени» Узбекской ССР (1927 г.). Окончил КУВНАС при Военной академии имени М. В. Фрунзе. В 1936 году приказом Наркома обороны комбриг Сонин К. А. назначен заместителем командующего Уральского военного округа в Свердловске.
1.12.1937 года комбриг Сонин арестован, обвинен как участник военно-троцкистского заговора в РККА. приговорен ВК ВС СССР 8.08.1938 г. к высшей мере наказания, в тот же день расстрелян.
19 мая 1956 года полностью реабилитирован посмертно.